# Бровківська Друга сільська рада
Бровківська Друга сільська рада — колишня адміністративно-територіальна одиниця та орган місцевого самоврядування у Вчорайшенському й Ружинському районах Бердичівської округи, Київської та Житомирської областей УРСР з адміністративним центром у селі Бровки Другі.

## Населені пункти
Сільській раді на момент ліквідації були підпорядковані населені пункти:
- с. Бровки Другі

## Населення
Відповідно до перепису населення СРСР, станом на 17 грудня 1926 року, чисельність населення ради становила 798 осіб, з них, за статтю: чоловіків — 379, жінок — 419; етнічний склад: українців — 778, поляків — 20. Кількість господарств — 171, з них, неселянського типу — 4.

## Історія та адміністративний устрій
Утворена 1923 року в складі с. Бровки Білопільської волості Бердичівського повіту Київської губернії. 7 березня 1923 року увійшла до складу новоствореного Бровківського (згодом — Вчорайшенський) району Бердичівської округи.
5 лютого 1931 року, внаслідок ліквідації Вчорайшенського району, сільська рада увійшла до складу Ружинського району УСРР. 17 лютого 1935 року, відповідно до постанови Президії ВУЦВК «Про склад нових адміністративних районів Київської області», раду було включено до складу відновленого Вчорайшенського району Київської області.
Відповідно до інформації довідника «Українська РСР. Адміністративно-територіальний поділ», станом на 1 вересня 1946 року сільрада входила до складу Вчорайшенського району Житомирської області, на обліку в раді перебувало с. Бровки Другі.
11 серпня 1954 року, відповідно до указу Президії Верховної ради УРСР «Про укрупнення сільських рад по Житомирській області», сільську раду ліквідовано, територію та населені пункти включено до складу Каменівської сільської ради Вчорайшенського району Житомирської області.